# آنتونی کنی
آنتونی کنی (نام کامل: سر آنتونی جان پاتریک کنی)(Sir Anthony John Patrick Kenny) (متولد ۱۶ مارس ۱۹۳۱) فیلسوف تحلیلی اهل انگلستان است. او در حوزه فلسفه ذهن، فلسفه باستان و فلسفه قرون وسطی، فلسفه دین، فلسفه اخلاق و فلسفه ویتگنشتاین فعالیت دارد. او و پیتر گیچ سهم عمده‌ای در بسط توماس‌گرایی تحلیلی دارند. او رئیس سابق فرهنگستان بریتانیا و انجمن سلطنتی فلسفه است. همچنین استاد فلسفه دانشکده اکستر و ترینیتی آکسفورد بوده و بعد استاد کالج بالیول در همان دانشگاه شد و در نهایت نایب رئیس دانشگاه آکسفورد شد تا اینکه در سال ۲۰۰۱ بازنشسته شد. در ۱۹۹۲ از الیزابت دوم بریتانیا لقب سِر گرفت.
اثر عمده او تاریخ فلسفه غرب در چهار جلد است. نشریه فرست تینگز این کتاب را بهترین تاریخ فلسفه تک‌مولف بعد از تاریخ فلسفه کاپلستون دانست. این کتاب توسط رضا یعقوبی ترجمه شده و از جانب بنگاه ترجمه و نشر کتاب پارسه منتشر شده است. جشن رونمایی از این کتاب در تاریخ 16 مرداد ماه 1398 به همت مجله بخارا تحت عنوان شب فلسفه غرب برگزار شد و کریم مجتهدی، ان‌شاالله رحمتی و رضا یعقوبی در این مراسم درباره این کتاب و مسائل فلسفه غرب به ایراد سخن پرداختند و پیام ارسالی آنتونی کنی برای این مراسم قرائت شد.  کنی در بخشی از این پیام گفته بود: «ابن سینا در طول قرون وسطی و بعد از آن بی‌تردید تاثیرگذارترین فیلسوف بعد از افلاطون و ارسطو بوده است و امیدوارم فلسفه ایران در عصر حاضر به همان شکوفایی‌اش در عصر ابن سینا برسد».

## آثار ترجمه شده
- آکویناس، آنتونی کنی، محمد بقایی (مترجم)، نشر واژه‌آرا، ۱۳۷۶
- آکویناس، آنتونی کنی، فاطمه زیبا کلام (مترجم)، حسن موفقی (مترجم)، نشر دانشگاه هرمزگان، ۱۳۷۷
- آکویناس و فلسفه ذهن، علی سنایی (مترجم)، نشر علم، تهران، ۱۳۹۴
- ایمان چیست، اعظم پویا (مترجم)، هرمس، تهران، ۱۳۸۸
- تاریخ فلسفه غرب(جلد اول، فلسفه باستان)، رضا یعقوبی(مترجم)، بنگاه ترجمه و نشر کتاب پارسه، تهران، 1398
- تاریخ فلسفه غرب(جلد دوم، فلسفه قرون وسطی)، رضا یعقوبی(مترجم)، بنگاه ترجمه و نشر کتاب پارسه، تهران، 1398
- تاریخ فلسفه غرب(جلد سوم، پیدایش فلسفه جدید)، رضا یعقوبی(مترجم)، بنگاه ترجمه و نشر کتاب پارسه، تهران، 1398
- تاریخ فلسفه غرب(جلد چهارم، فلسفه در جهان جدید)، رضا یعقوبی(مترجم)، بنگاه ترجمه و نشر کتاب پارسه، تهران، 1399
- ایمانوئل کانت، رضا یعقوبی (مترجم)، بنگاه ترجمه و نشر کتاب پارسه، تهران، 1399
- تامس مور، عبدالله کوثری (مترجم)، طرح نو، تهران، ۱۳۷۴
- درآمدی بر تاریخ مصور فلسفه غرب، افسون آزین (مترجم)، امیر کبیر، تهران، ۱۳۹۴
- معماری زبان و ذهن در فلسفه ویتگنشتاین، محمدرضا اسم‌خانی (مترجم)، ققنوس، تهران، ۱۳۹۲
- ویتگنشتاین: فلسفه نخستین، محمدجواد ویسی (مترجم)، رخ‌داد نو، تهران، ۱۳۸۹
- روشنگری، رضا یعقوبی (مترجم)، نشر مان کتاب، تهران، 1401
- از امپدوکلس تا ویتگنشتاین، رضا یعقوبی (مترجم)، نشر پارسه، تهران، 1403

## آثار ترجمه نشده
در اینجا از مهم‌ترین آثار ترجمه نشده او نام می‌بریم.
- دکارت(۱۹۶۸)
- پنج طریق: براهین توماس آکویناس در اثبات وجود خدا (1969)
- اراده، اختیار و قدرت(۱۹۷۵)
- اخلاق ارسطویی (آکسفورد، ۱۹۷۸)
- اختیار و مسئولیت (راتلج، ۱۹۷۸)
- خدای فلاسفه(۱۹۷۹)
- مابعدالطبیعه ذهن(۱۹۸۹)
- زندگی مطلوب از نگاه ارسطو (آکسفورد، ۱۹۹۳)
- فرگه(۱۹۹۵)
- وجود از نگاه آکویناس (آکسفورد، ۲۰۰۲)
- عقاید من(۲۰۰۶)